# Miloš Stránský
Miloš Stránský (5. května 1938 Praha – 10. září 2023 Plzeň) byl český herec a divadelní režisér, emeritní ředitel, dlouholetý člen a umělecký šéf Horáckého divadla Jihlava.
S herectvím začínal v Divadle Jiřího Wolkera v Praze, kam zamířil ze studií režie, která nedokončil. Po dalších hereckých zkušenostech v Liberci a Plzni oslovil s žádostí o angažmá Horácké divadlo, kam nastoupil v roce 1965. V Jihlavě se také oženil a založil rodinu. Ačkoliv působil ještě jako ředitel Parku kultury a oddechu v Jihlavě nebo později jako člen činohry Státního divadla v Ostravě, vždy se vracel do Horáckého divadla.
Po sametové revoluci jej oslovil herecký soubor Horáckého divadla jako vhodného kandidáta na pozici ředitele, jímž se stal od 30. května 1990.
V pozici ředitele Horáckého divadla působil do roku 2000, v hereckém angažmá ale zůstal až do konce sezony 2005/06. Zde ztvárnil na 145 rolí, byl autorem mnoha divadelních textů a jako režisér nastudoval sedm inscenací. Po celou dobu své profesní dráhy věnoval také mnoho volného času spolupráci s ochotnickými divadelními spolky z celého kraje.
Po skončení aktivní umělecké činnosti bydlel v Plzni a několikrát hostoval v DJKT.
Zemřel po dlouhé nemoci.

## Další umělecké angažmá
Mimo divadlo se objevil v několika málo filmových a televizních rolích, například v pohádce Jak se budí princezny nebo seriálu Četnické humoresky.

## Ocenění
Byl nositelem ceny Senior Prix za herecké mistrovství (2011). V roce 2015 získal skleněnou medaili Kraje Vysočina, nejvyšší ocenění tohoto kraje.

## Rodina
Byl otcem herce DJKT v Plzni Martina Stránského.